# Thomas Karsten

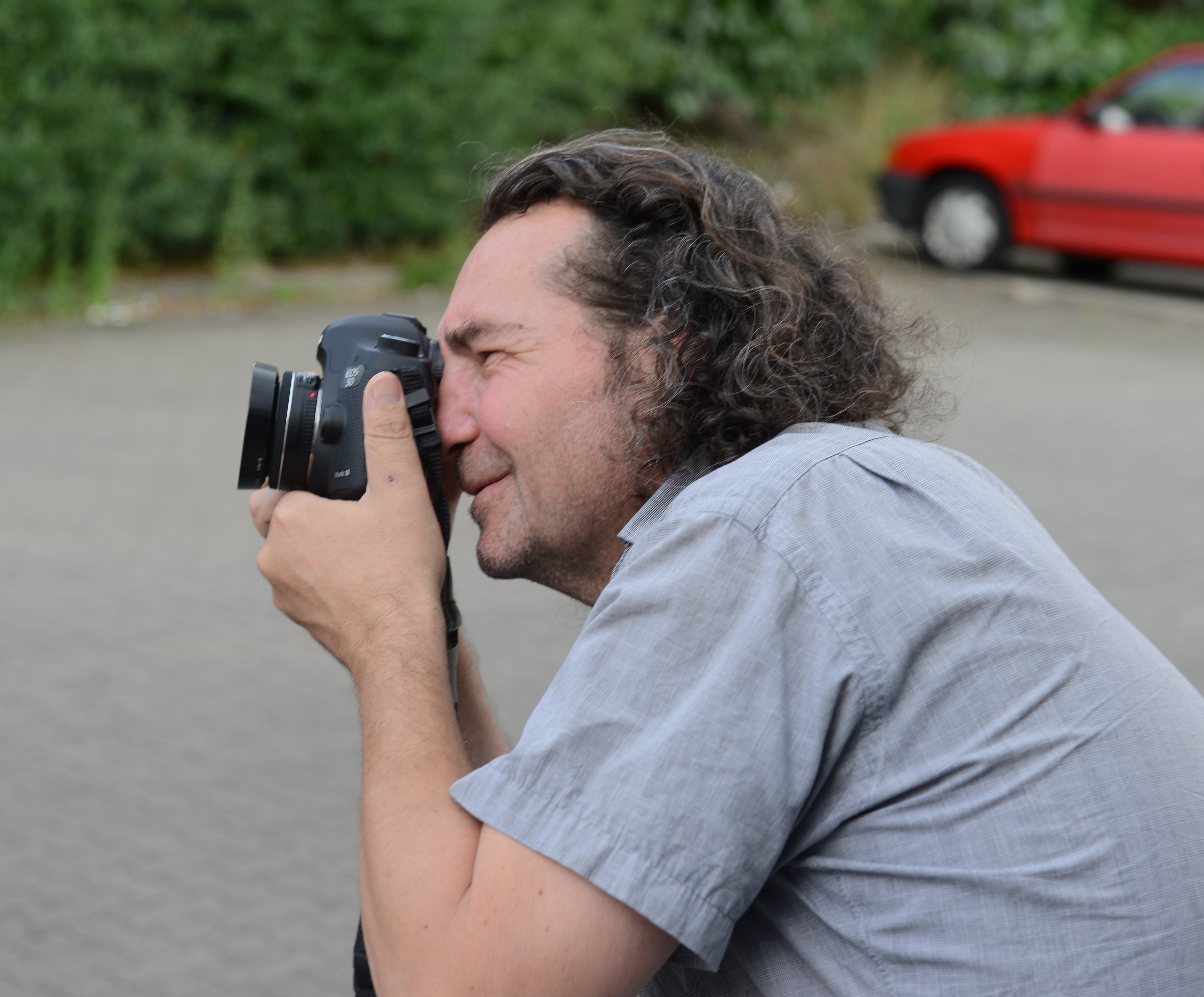
Thomas Karsten (2013)

Thomas Karsten (* 1958 in Eisenach) ist ein deutscher Fotograf.

## Leben
Karsten wuchs in Leipzig auf. Nach der Arbeit in anderen künstlerischen Sparten fühlt er sich im Alter von 21 Jahren zur Fotografie berufen. 1982 verließ er die DDR und arbeitete als freier Fotograf und Assistent von Stefan Moses in München.
Seit 1983 arbeitet er für Zeitschriften und Magazine wie Stern, Art, Eltern, Nerve (New York), Capital. Seine erste Einzelveröffentlichung erhielt 1988 den Kodak-Fotobuchpreis. International bekannt wurde Thomas Karsten vor allem durch seine mehr als 20 Fotobände, Resultat seiner Arbeit an verschiedenen Sujets der Aktfotografie. Seine Aktfotografien finden sich in internationalen Publikationen, wie New Erotic Photography (Los Angeles), Deep Inside (Lausanne), Masterpieces of Erotic Photography (London), Nerve (San Francisco),
BilderLust (Heideberg), Nudi (Mailand), Erotic Photography (London), Il Nudo (Florenz). Ausstellungen seiner Bilder, u. a. zusammen mit Arbeiten von Helmut Newton und Allan Jones, waren weltweit zu besichtigen; darunter in der Galerie
Les Larmes d’Eros (Paris), im Erotic Art Museum Hamburg, im Kamera- und Fotomuseum Leipzig, und in der Galleria d’Arte Moderna (Bologna).
Seit 2008 ist der Fotograf mehrfach in Afrika für Fotoprojekte unterwegs gewesen. Dafür erhielt er 2013 den „Fotopreis der Michael Horbach Stiftung“.
Seit einigen Jahren arbeitet Thomas Karsten auch als Kameramann für Filmproduktionen, Musikvideos und Imagefilme. Für den Film State Research Bureau wurde er beim Pearl International Film Festival 2012 in Kampala – Uganda mit der Auszeichnung „Best Cinematography“ bedacht. Diesen Film hatte er allein als DOP (Director of Photography), zum Teil mit zwei Kameras gleichzeitig, für die ugandische Filmproduktionsfirma Bish Films gedreht.
Seit 2013 lebt und arbeitet er in einer ehemaligen Kirche in Uffenheim bei Würzburg.

## Ausstellungen

### Einzelausstellungen
2018
- »#Uganda, verschiedene Perspektiven«  3. Juni – 29. Juli 2018, Kunsträume der  Michael-Horbach-Stiftung, Köln
- »Auf der Suche nach Schönheit  Photographien 1982–2017«  Deutsches Fotomuseum  6. Januar bis 3. Juni 2018

2013
- »Different African Faces«, Kunsträume der Michael-Horbach-Stiftung, Köln

2011
- »Die Kinder von Mukisa«, Galerie der EB, Zürich

2008
- »Thomas Karsten«, Galerie EIGEN-ART, Karlsruhe

2007
- »Thomas Karsten«, Internetgalerie Spans Collection, Photographers Lounge und im Foyer

2006
- »She«, Kamera- und Fotomuseum Leipzig

2004
- »Heute Nackt«, Kamera- und Fotomuseum, Leipzig

2002
- »Thomas Karsten – anlässlich der Triennale der Fotografie 2002«, Erotik Art Museum, Hamburg

2001
- »Wilde Haut«, in focus Galerie am Dom, Köln und Kamera- und Fotomuseum Leipzig
- »Thomas Karsten – Aktfotografie«, Galerie Zikesch Art Konsult, Karlsruhe

1999
- »Love Me«, Galerie Les larmes d `Eros, Paris
- »Lust An Sich«, Galerie Büchergilde Gutenberg, Frankfurt a. Main

1996
- »Transsexuelle in Deutschland«, Galerie XS!, Basel
- »Fotografien von Thomas Karsten «, Galerie Luna, Basel

1995
- »Lust An Sich«, Galerie Fiedler, Leipzig

1994
- »Transsexuelle in Deutschland«, Galerie Kulturbrauerei, Berlin

### Internetgalerien
2013
- »Alexandria«, Internetgalerie Magazin STERN

2012
- »A Look At Myself«, Internetgalerie Magazin STERN

2009
- »Black Pearl«, Internetgalerie Magazin STERN
- »Anica«, Internetgalerie Magazin STERN
- »Heat«, Internetgalerie Magazin STERN

2008
- »Muse«, Internetgalerie Magazin STERN
- »Cinema Moviemento«, Internetgalerie Magazin STERN

2007
- »Model Years«, Internetgalerie Magazin STERN

2006
- »She«, Internetgalerie Magazin STERN
- »Black Beauty«, Internetgalerie Magazin STERN
- »Twenty Six Years«, Internetgalerie Magazin STERN

2005
- »Yvette«, Internetgalerie Magazin STERN

2004
- »Women Only«, Internetgallery NERVE, New York und Internetgalerie Magazin STERN
- »Naked Today«, Internetgallery NERVE, New York
- »Zärtliche Versuchung«, Internetgalerie Magazin STERN

2003
- »Interior Worlds«, Internetgallery NERVE, New York
- »Heute Nackt«, Internetgalerie Magazin STERN
- »Love Me«, Internetgalerie Magazin STERN

2002
- »Model Behavior«, Internetgallery NERVE, New York
- »Days Of Intimacy«, Internetgalerie Magazin STERN
- »Moments Of Intensity«, Internetgalerie Magazin STERN

2001
- »Lust An Sich«, Internetgalerie Magazin STERN

1999
- »Love Me«, Internetgallery NERVE, New York

1998
- »Desire Unadorned«, Internetgallery NERVE, New York

### Gruppenausstellungen
2013
- »Die Halle-Akte«, 50 Jahre Akt- und Körperfotografie aus Halle. Galerie Nord, Halle an der Saale
- »titles&icons«, in focus galerie, Köln,

2012
- »Fotografien von Gruppen seit 1845 «, MEWO Kunsthalle Memmingen

2011
- »Leipzig. FOTOGRAFIE seit 1939 «, Museum der bildenden Künste, Leipzig

2010
- »- exposed – Aktfotografie des XX. Jahrhunderts «, in focus galerie. Burkhard Arnold, Köln, Thomas Karsten

2007
- »Die Ästhetik der Lüste V«, Kamera- und Fotomuseum, Leipzig

2006
- »Who´s afraid of the dark?«, AnamorFose Photo Gallery, Kortrijk, Belgien
- »Zauber der Karibik« Internetgalerie Magazin STERN

2005
- »Im Rausch der Dinge – Vom funktionalen Objekt zum Fetisch in der Fotografie des 20. Jahrhunderts« Museo Fotografia Contemporanea in Cinisello Balsamo, Mailand
- »Die Ästhetik der Lüste IV«, Kamera- und Fotomuseum, Leipzig
- »A Hard Days Night« Internetgalerie Magazin STERN
- »Sommer auf Mallorca« Internetgalerie Magazin STERN
- »In the Snow« Internetgalerie Magazin STERN

2004
- »Im Rausch der Dinge – Vom funktionalen Objekt zum Fetisch in der Fotografie des 20. Jahrhunderts«, Fotomuseum, Winterthur
- »Relating to Photography«, Fotografie Forum international, Frankfurt a. Main
- »Frida Kahlo – Die zierliche Taube«, Stadtbibliothek, Leipzig
- »ENTHÜLLT – Das Aktbild der Fotokunst seit 1950«, Städtische Museen Heilbronn
- »Collectors I – erotische Fotografien aus der Sammlung EDITION BRAUS«, Mannheimer Kunstverein
- »Il Nudo – fra ideale e realtà«, Museum La Galleria d `Arte Moderna, Bologna
- »Ein Tag im Bad«, Internetgalerie Magazin STERN

2003
- »SommerNachtsRaum II«, Galerie Rothamel, Erfurt

2002
- »Kunst Köln«, Artclub Büchergilde, Köln
- »Forever«, Das gelbe Haus, Flims, Schweiz
- »Sie kommen! – Aktfotografien von Helmut Newton, Allen Jones und Thomas Karsten«, Andreas Baumgartl – Galerie für zeitgenössische Kunst, München

2001
- »Das heimliche Auge«, Kunsthaus Tacheles, Berlin
- »Die Schaukel«, Das gelbe Haus, Flims, Schweiz

2000
- »Mein heimliches Auge«, Erotik Art Museum, Hamburg
- »Verbotene Früchte – Erotik in der Fotografie«, Galerie picture: perfect, Berlin

1999
- »Die Ästhetik der Lüste II«, Kamera- und Fotomuseum, Leipzig
- »Erotische Meisterwerke«, in focus Galerie am Dom, Köln

1996
- » DEEP INSIDE «, musée d`art contomporain pornograhique, Lausanne

1995
- »Zeitgenössische deutsche Modefotografie«, Frauenmuseum, Bonn
- »Die Farbe Rot«, Chappel Art Center, Köln

1994
- »Erotika – Kunst und Erotik«, Museum für Angewandte Kunst, Gera

1993
- »Vom Autochrome zum Ilfochrome«, Dt. Werkbund Frankfurt
- »Ansichten von Alexandra S.«, Kunsthalle Schirn, Frankfurt

1991
- »Bilderlust«, Altes Museum, Berlin
- »Bilderlust«, Museum Ludwig, Köln

## Bücher
- Thomas – mach ein Bild von uns! (1988), ISBN 978-3-7658-0578-3
- Messer im Traum. Transsexuelle in Deutschland (1994), ISBN 978-3-88769-076-2
- Lust an sich (1995), ISBN 978-3-88769-092-2
- Love me (1998), ISBN 978-3-88769-124-0
- Moments of intensity (2001), ISBN 978-3-88769-176-9
- Days of intimacy (2002), ISBN 978-3-88769-197-4
- Heute nackt (2003), ISBN 978-3-89602-451-0
- Eros Fotografia (2003), Gruppo Editoriale l´Espresso, Rom
- Women only (2004), ISBN 978-3-88769-334-3
- Yvette (2005), ISBN 978-3-936165-33-3
- Nude Photographs. Twenty six years (2005), ISBN 978-3-88769-336-7
- Colors of Sex (2005), ISBN 978-3-7658-6007-2
- SHE (2006), ISBN 978-3-88769-345-9
- Model Years (2007), ISBN 978-3-89602-769-6
- White Line (2008), ISBN 978-3-936165-39-5
- Heat (2009), ISBN 978-3-88769-378-7
- A look at myself (2011), ISBN 978-3-88769-365-7
- Marina Anna Eich, An Erotic Portrait (2014), ISBN 978-3-88769-794-5
- Skin to Skin (2015), ISBN 978-3887695712
- ...und schön bin ich doch (2016), ISBN 978-3-03858-507-7
- Marina Anna Eich, black, white and naked (2018), ISBN 978-3-03858-511-4
- Auf der Suche nach Schönheit, Photographien 1982–2017 (2017), ISBN 978-3-03858-512-1
- Chinese Woman, Photographs by Thomas Karsten (2019), ISBN 978-3-88769-663-4
- glimpses into the past, Nudes 2003-2024, ISBN 978-3-88769-549-1, Verlag Claudia Gehrke (2025)
- Voyage en Photographie, Bilderreise Thomas Karsten (2025), ISBN 978-3-96540-027-6, edition Fine Art Photo
- A few weeks with Lorena García (2025), ISBN 978-3-88769-179-0